# 波季马 (祖博瓦波利亚纳区)
波季马（羅馬化：Potʹma）是俄罗斯莫尔多瓦共和国的市级镇，属祖博瓦波利亚纳区，地处莫尔多瓦共和国西南部，在区行政中心祖博瓦波利亚纳东北、共和国首府萨兰斯克西方。镇内设有同名铁路车站。
该地2021年人口有3,832人；2010年人口4,171；2002年人口4,396；1989年人口3,636。